# معهد باستور (الجزائر)
معهد باستور الجزائر (بالفرنسية: Institut Pasteur d'Algerie)‏ الذي أنشئ في سنة 1894 ينتمي إلى شبكة معاهد باستور الدولية المتكونة من 33 معهدا تتعاون فيما بينها في مجالات الوقاية والحماية الصحية ومراقبة الأمراض المعدية والطفيلية على غرار مرض فقدان المناعة المكتسبة (سيدا) والسل والملاريا والكوليرا، يقع في شارع سطاوالي الصغير، دالي إبراهيم بالجزائر العاصمة، حيث مقر معهد باستور والتي بني في عهد الاستعمار الفرنسي بداية العشرينات من القرن الماضي.